# XbaI
XbaI - эндонуклеаза рестрикции, выделенна из бактерии Xanthomonas badrii .

## Свойства
XbaI относится к эндонуклеазам рестрикции (Тип II, подтип P). То есть XbaI распознает палиндромную последовательность ДНК и осуществляет рестрикцию внутри палиндрома в фиксированной точке. В присутствии диметилсульфоксида (ДМСО) и при высоких концентрациях глицерина в среде XbaI теряет способность распознавать палиндром и осуществляет неспецифическую рестрикцию (звёздная активность) . После рестрикции образуются липкие концы с выступами из четырёх оснований.
| Палиндромный участок      | Продукты рестрикции         |
| ------------------------- | --------------------------- |
| 5'-TCTAGA-3' 3'-AGATCT-5' | 5'-T CTAGA-3' 3'-AGATC T-5' |

XbaI рестриктазная активность ингибируется при метилировании аденина (DAM метилаза). Однако, рестриктазная активность сохраняется при метилировании цитозина (DCM- или CpG-метилазы) .
После завершения рестрикции ДНК, XbaI может быть инактивирована денатурацией нагреванием до 65°C в течение 20 минут .

## Применение
XbaI широко используется в молекулярно-биологических исследованиях. В частность XbaI применяется при клонировании специфических нуклеотидных последовательностей , при рестрикционном анализе.
Так например, XbaI использовалась при анализе полиморфизма рецептора эстрогена α  и липопротеина а (ApoB).